# Gazomètre d'Oberhausen

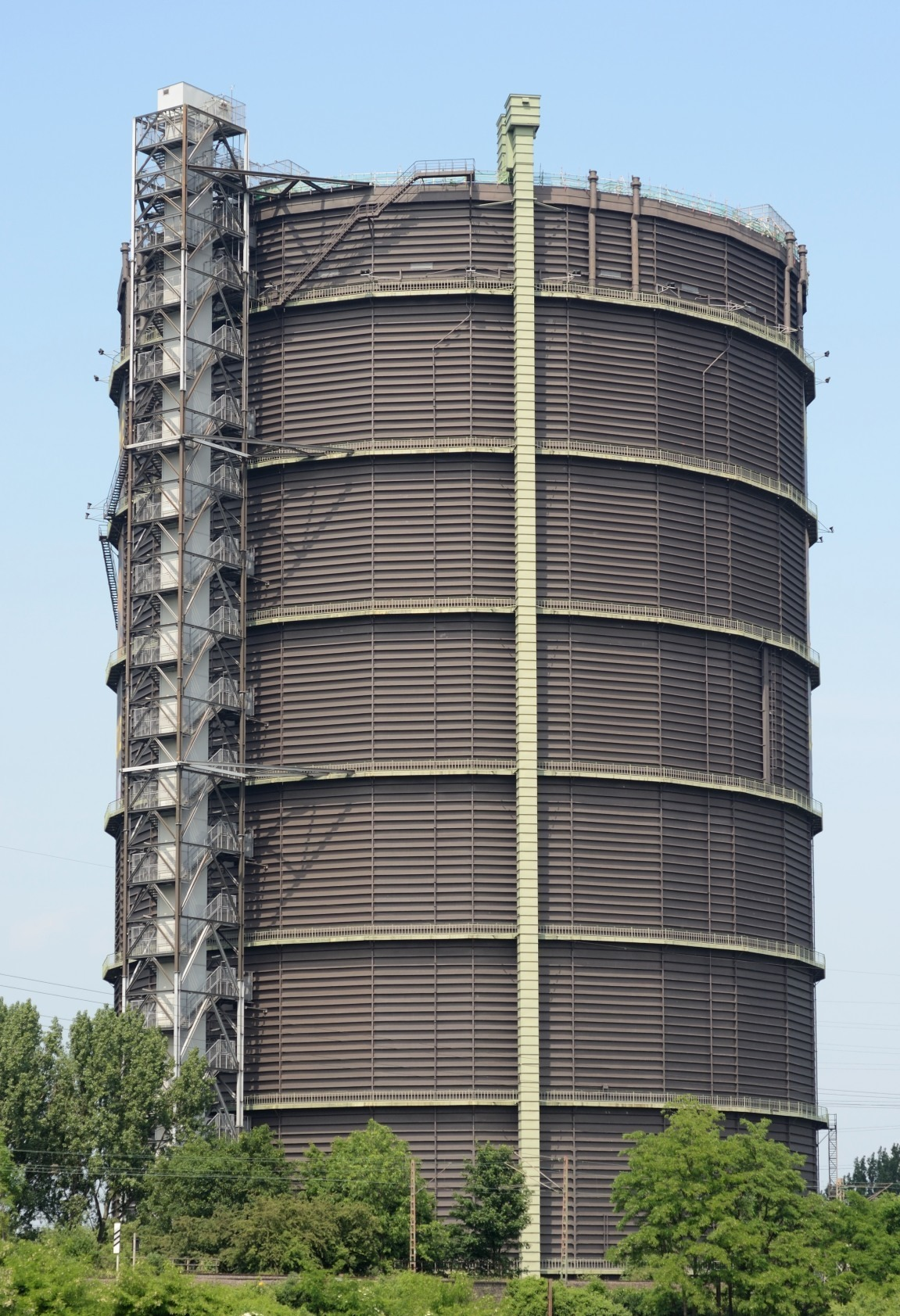
Le gazomètre d'Oberhausen.

Le gazomètre d'Oberhausen (en allemand Gasometer Oberhausen) est un gazomètre à plaque circulaire, le plus grand d'Europe. Il rappelle de manière impressionnante l'ère de l'industrie lourde qui a imprégné le bassin de la Ruhr pendant plus d'un siècle.
En même temps, ce réservoir à gaz offre un cadre pour des événements culturels variés : les expositions, le théâtre et la musique. Avec jusqu'à maintenant plus de 3 millions de visiteurs, le Gazomètre symbolise la restructuration de la région.
Le gazomètre d'Oberhausen est un point de repère sur la Route Industriekultur - Route de la Culture industrielle  - et appartient également depuis 2006 à La Route de la Culture industrielle européenne (ERIH).

## Histoire
Construit en deux ans à partir de 1927, le gazomètre stocke les gaz produits par le haut-fourneau puis une cokerie environnants. Bombardé durant la Seconde Guerre mondiale, il est mis à l'arrêt en janvier 1945. Il est complètement reconstruit entre 1946 et 1949 puis remis en exploitation. À la suite de la mise à l'arrêt de la cokerie d'Oberhausen, le gazomètre est désaffecté en 1988. Il est ensuite reconverti en hall d'expositions. Les travaux sont effectués au cours des années 1993-1994. Au début du XXIe siècle, le bâtiment possède toujours cette fonction.

## Fonction et technique
Le gazomètre d'Oberhausen était au service de l'industrie lourde pendant près de 60 ans.
Il a d'abord servi à stocker gaz de haut fourneau, un sous-produit que les hauts fourneaux voisins produisaient, réutilisé ensuite dans les laminoirs. Plus tard, il était rempli du gaz de la cokerie de Osterfeld, plus riche sur le plan énergétique.
Le gazomètre d'Oberhausen est muni en son intérieur d'une plaque circulaire. Il fonctionnait d'après un principe conçu en 1915 par l'entreprise MAN Gustavsburg : le gaz était envoyé par le bas  sous la plaque et ultérieurement récupéré ailleurs. Ce bâtiment polygonal est constitué de 24 supports en double T entre lesquels sont fixées des parois en tôle d'acier boulonnées, longues de 8,80 mètres, hautes de 0,81 m et d'une épaisseur de 5 millimètres. Elles fermaient le gazomètre hermétiquement et en assuraient la stabilité.
La plaque circulaire flottait sur le gaz avec un poids total de 1 207 tonnes. Suivant la quantité de gaz entreposée, elle glissait vers le haut ou vers le bas, le long des parois enduites de cambouis. Si le gazomètre était complètement rempli, elle se trouvait alors à une hauteur de 95 mètres.
L'étanchéité de la plaque était garantie par un mélange de cambouis et de goudron qui coulait le long des parois du gazomètre. Ce mélange était récupéré au sol, nettoyé d'impuretés et d'eau de condensation et était ensuite repompé vers le haut, par l'extérieur. Les restes desséchés recouvrent aujourd'hui encore les parois intérieures du gazomètre, ainsi protégées.

## Liste des expositions présentées
- 1994/95 : Tout Feu, Tout Flamme. Exposition sur le bassin de la Ruhr
- 1996 : Moi, le Phoenix. Exposition d'art contemporain
- 1997/98 : Le Rêve du Regard. Exposition de l'âge des télévisions
- 1999 : The Wall, une installation de Christo et Jeanne-Claude composée de 13 000 barils de pétrole[3]
- 2000 : Le Ballon est Rond. Exposition sur le football, le centième anniversaire de la Fédération allemande du Football
- 2001/02 : L'Or Bleu. Thème: l'eau comme une denrée précieuse et rare, plus précieuse que le pétrole
- 2003 : Five Angels for the Millenium. Installation vidéo de Bill Viola
- 2004 : Le Vent de l'Espoir. Exposition sur le premier tour du monde en ballon Breitling Orbiter 3 de Bertrand Piccard avec le pilote britannique Brian Jones
- 2006 : Le Feu, La Lumière, Le Ciel. une documentation sur le Gazomètre, salle d'exposition
- 2007/08 : L'Œil du Ciel – Images satellites de la Terre
- 2009/10 : L'heure des étoiles – les miracles du système solaire[4]
- 2011/12 : Lieux Magiques – Monuments naturels et culturels du Monde[5]
- 2013 : Christo: Big Air Package.[6],[7]
- 2014/15 : L'apparente beauté[8]
- 2016/17 : Miracles de la nature[9]
- 2018/19 : L'appel de la Montagne[10]
- 2021/23 : Le paradis fragile[11]
- 2024/25: Planète Océan[12]